# Carex hubbardii
Carex hubbardii är en halvgräsart som beskrevs av Ernest Nelmes. Carex hubbardii ingår i släktet starrar, och familjen halvgräs. Inga underarter finns listade i Catalogue of Life.